# خربق‌های کاذب
خربق‌های کاذب (نام علمی: Veratrum) نام یک سرده از تیره گل‌خوشه‌ایان است.